# David Fox
David Lee Fox (ur. 13 grudnia 1983) – angielski piłkarz, grający w barwach Norwich City od 2010 roku. Grał także dla Anglii U-20.

## Kariera klubowa
W dniu 13 grudnia 2000 roku Fox zdecydował się podpisać kontrakt z Manchesterem United. W październiku 2004 roku został wypożyczony do Royal Antwerp. Podczas wypożyczenia strzelił bramkę w przegranym meczu 1-4 z Leyton Orient. W 2006 roku Fox podpisał kontrakt z Blackpool F.C. Pierwszą bramkę w barwach nowego klubu zdobył w meczu z Nottingham Forest (2-2). W roku 2009 przeszedł do Colchester United.

## Norwich City(Anglia)
Po jednym sezonie w Colchester, Fox w dniu 2 czerwca 2010 podpisał 2-letni kontrakt z Norwich i otrzymał numer 15. Początkowo grał jako zmiennik, potem stał się regularnym graczem w środku pola. Swoją pierwszą bramkę dla Norwich strzelił w zremisowanym 1:1 meczu z Millwall. W sezonie 2011/12 Norwich awansowało do Premier League. 

## Międzynarodowa kariera
Fox grał dla Anglii U-20s w FIFA 2003 World Youth Championship.

## Życie osobiste
Ojciec Foxa jest byłym bramkarzem Stoke City i Exeter City. Peter Fox jest obecnie trenerem bramkarzy Blackpool. Jego brat również związany jest z piłką - gra dla CSOB Leek.

## Sukcesy klubowe
Blackpool
- Football League One - play-off: 2006/07

Norwich City
- Awans do Premier League: 2010/11